# Hôtel de Gastaud
L'hôtel de Gastaud (ou Ravel d'Esclapon) est un hôtel particulier situé à Aix-en-Provence. 

## Histoire
Le monument fait l'objet d'une inscription partielle, d'un classement partiel et d'une protection totale au titre des monuments historiques depuis 1990.